# Walter D'Hondt
Walter D'Hondt   (Richmond, 11 de setembre de 1936) és un remer canadenc, ja retirat, que va competir durant la dècada de 1950.
Nascut a Anglaterra, s'inicià en el llançament de martell. Amb 18 anys es traslladà al Canadà i poc després s'inicià en el rem. El 1956 va prendre part en els Jocs Olímpics d'Estiu de Melbourne, on guanyà la medalla d'or en la prova del quatre sense timoner del programa de rem. Formà equip amb Archibald McKinnon, Lorne Loomer i Donald Arnold. Quatre anys més tard, als Jocs de Roma, va guanyar la medalla de plata en la prova del vuit amb timoner del programa de rem.
En el seu palmarès també destaquen dues medalles als Jocs de la Commonwealth de 1958, així com una medalla de plata als Jocs Panamericans de 1959.
Entre d'altres, ha estat inclòs al Canadian Olympic Hall of Fame i el British Columbia Sports Hall of Fame. Una vegada retirat com a esportista es va traslladar als Estats Units per treballar d'enginyer a l'empresa Boeing, a Seattle.